# Mohamed Khaldi
Mohamed Khaldi, född 5 mars 1975, är en algerisk friidrottare. Han deltog vid olympiska sommarspelen 2000 och olympiska sommarspelen 2004.